# Esack (Seehausen)
Esack ist ein Ortsteil der Hansestadt Seehausen (Altmark) im Landkreis Stendal in Sachsen-Anhalt.

## Geographie
Die ehemalige Gutssiedlung Esack liegt fünf Kilometer nordnordöstlich der Hansestadt Seehausen (Altmark) und sieben Kilometer südsüdöstlich von Wittenberge.
Westlich des Ortes liegt das Kleine Wehl, ein kleiner See, entstanden durch einen Einlaufstrudel während eines Deichbruchs vom Aland.:S. 26, 28 Nordwestlich fließt die Elbdeichwässerung, ein kleiner Graben, der westlich des Ortes in den Aland mündet. Er hieß noch 1937 „Tauber Aland“.
Die Nachbarorte sind Steinfelde im Norden, Beuster und Grashof im Nordosten, Eichfeld im Osten, Ostorf und Klein Holzhausen im Südosten, Nienfelde im Süden, Feldneuendorf und Wegenitz im Südwesten sowie Geestgottberg, Eickhof und Hohe Geest im Nordwesten.

## Geschichte

### Mittelalter bis Neuzeit
Die erste schriftliche Erwähnung von Esack stammt aus dem Jahr 1608. In einem Kopiar wurde ein Hof an Groß Beuster, Esech genannt, darauf hält Bars einen Halbmeier verzeichnet. 1745 ist der Ort ein Rittersitz der von Barsewisch. Im Jahre 1775 heißt der Ort Esaack. 1804 heißt er adliges Gut Esack. Am 15. Dezember 1848 verkaufte Wilhelm Friedrich Georg Bernhard von Barsewisch seinen Besitz in Esack und zog 1852 nach Fürstenwalde. Neuer Eigentümer war die Familie Türcke, die das Gut bis 1904 bewirtschaftete. Ab 1910 bis 1945 gehörte das Gut Fritz Lüddecke. Er stellte die Bewirtschaftung um. Ländereien wurden in Grünland umgewandelt, ein Gestüt wurde eingerichtet und verpachtet. Eine genaue Aufstellung zu den Familien, die das Gut bewirtschafteten, ist im Nachlass von Wilhelm Faschner im Kreismuseum Osterburg überliefert.:S. 4, 85
Mit Ausnahme des Taubenturms wurden 1910 sämtliche alten Gebäude abgerissen. Um 1957 wurde auch der Fachwerk-Taubenturm abgerissen,:S. 84, 86 von dem noch ein Bild überliefert ist.

### Landwirtschaft
Anfangs pachtete Karl von Wuthenau das Gestüt, sein Gestütsmeister war ein Baron von Drachenfels. Anschließend pachte der Staatsrat Emil Georg von Stauß in Burg Schlitz das Gestüt des letzten Gutsbesitzers Fritz Lüddecke. Die Nachzucht von Rennpferden hatte zuletzt der Gestütsmeister Robert Hörnike betrieben. Er wechselte später zur Galopprennbahn Hoppegarten. Er hielt Vollblutstuten, die aus dem Rennleben ausgeschieden waren. Bei der Bodenreform wurde das Rittergut Esack mit 111 Hektar landwirtschaftlicher Nutzfläche enteignet, teilweise aufgeteilt und aufgesiedelt. Die vorhandenen 120 Tiere bildeten zusammen mit 49 Hektar Fläche die Basis für das 1947 gegründete Gestüt, das am 1. Januar 1948 als Betriebsteil dem Landesgut für Pferdezucht Billberge angegliedert wurde. Schon am 22. August kam es als Fohlenhof Esack zum Landesgut Dobbrun. Am 1. Mai 1950 entstand eine Hengstaufzuchtstation des Landesgestüts Kreuz. 1954 kam es zur Trennung vom Dobbruner Gut und Esack wurde eigenständig als Volkseigenes Gut namens „VEG Tierzucht Esack“. Noch 1958 wurden in der Junghengstaufzuchtstation etwa 20 bis 25 Zuchtstuten gehalten. Im gleichen Jahr wurde eine Kuhstallanlage für 400 Kühe mit Reproduktion aufgebaut. 1964 wurde ein Lehrlingswohnheim errichtet. Am 1. Januar 1967 wurden die Güter VEG Dobbrun und Meseberg als Abteilungen an das Gut Esack angeschlossen. Die Pferdezucht war inzwischen aufgegeben worden.
Im Jahre 1992 wurde der Betrieb der Treuhandanstalt zugeordnet, die ihn an eine Familie aus Scharpenlohe verkaufte, die heute auf dem Gut Ackerbau und Viehwirtschaft betreibt. Eine gibt eine Milchviehanlage und eine Mutterkuhherde.

### Früherer Friedhof
Um 1860 legte die Familie Türcke vom Rittergut Esack einen Familienfriedhof in der linksseitigen Einlage des Tauben Alands in der Nähe des Rittergutes an. Durch Auffahren eines Berges blieb die Stelle wasserfrei. Von den Nachfolgern wurde die Anlage nicht mehr genutzt. Die Trauereschen wurden als Brennholz abgeschlagen.:S. 69

### Eingemeindungen
Bis 1807 gehörte das Dorf zum Seehausenschen Kreis der Mark Brandenburg in der Altmark. Zwischen 1807 und 1813 lag es im Kanton Seehausen auf dem Territorium des napoleonischen Königreichs Westphalen. Ab 1816 gehörte die Gemeinde zum Kreis Osterburg, dem späteren Landkreis Osterburg.
Am 30. September 1928 wurden der Gutsbezirk Esack mit den Landgemeinden Klein Beuster und Groß Beuster zur Landgemeinde Beuster zusammengeschlossen.
Durch den Zusammenschluss der Gemeinde Beuster mit anderen Gemeinden zur Hansestadt Seehausen (Altmark) kam Esack am 1. Januar 2010 als Ortsteil zu Seehausen.

### Einwohnerentwicklung
| Jahr | Einwohner |
| ---- | --------- |
| 1775 | 14        |
| 1789 | 20        |
| 1798 | 17        |
| 1801 | 24        |
| 1818 | 19        |
| 1840 | 22        |

| Jahr | Einwohner |
| ---- | --------- |
| 1864 | 22        |
| 1871 | 31        |
| 1885 | 31        |
| 1892 | [00]29    |
| 1895 | 25        |
| 1900 | [00]42    |

| Jahr | Einwohner |
| ---- | --------- |
| 1905 | 23        |
| 1910 | [00]23    |
| 1925 | [00]13    |
| 2014 | [00]83    |
| 2020 | [00]73    |
| 2021 | [00]73    |

| Jahr | Einwohner |
| ---- | --------- |
| 2022 | [0]69     |
| 2023 | [0]60     |

Quelle, wenn nicht angegeben, bis 1905:

## Religion
Die evangelischen Christen aus Esack gehörten früher zur Kirchengemeinde Klein Beuster und damit zur Pfarrei Klein-Beuster bei Groß-Beuster in der Altmark. Die evangelische Kirchengemeinde Klein Beuster wurde am 27. Juli 1995 mit der Kirchengemeinde Groß Beuster zur Kirchengemeinde Beuster zusammengeschlossen. Sie wird heute betreut vom Pfarrbereich Beuster des Kirchenkreises Stendal im Bischofssprengel Magdeburg der Evangelischen Kirche in Mitteldeutschland.

## Wirtschaft und Infrastruktur
Der heutige Milchhof in Esack mit 250 Kühen entstand 1992 aus dem früheren Volksgut Esack.